# Canton de Suippes
Le canton de Suippes est un ancien canton français situé dans le département de la Marne et la région Champagne-Ardenne.

## Géographie
Ce canton était organisé autour de Suippes dans l'arrondissement de Châlons-en-Champagne. 

## Représentation

### Conseillers généraux de 1833 à 2015
| Période          | Période           | Identité                                            | Étiquette       | Qualité |
| ---------------- | ----------------- | --------------------------------------------------- | --------------- | --- |
| 1833             | 1852              | Claude Gervais Bourgeois-Thierry                    |                 | Propriétaire à Suippes |
| 1852             | 1878 (décès)      | Charles Bourgeois (fils du précédent)               |                 | Propriétaire à Suippes |
| 1878             | 1886              | Edmond Crussaire                                    | Républicain     | Ancien notaire Maire de Suippes (1878-1884)                                                                                                  |
| 1886             | 1892              | Jules Gervais Bourgeois (fils de Charles Bourgeois) | Droite          | Propriétaire à Suippes |
| 1892             | 1893 (annulation) | Eugène Buirette (1841-1902)                         | Républicain     | Manufacturier, négociant, propriétaire à Suippes                                                                                             |
| 1893             | 1898              | Jules Gervais Bourgeois                             | Droite          | Propriétaire à Suippes |
| 1898             | 1911 (décès)      | Allyre Loche                                        | Rad.            | Cultivateur, négociant en vins Adjoint au Maire de Bouy, conseiller d'arrondissement                                                         |
| 1911             | 1919 (décès)      | Léon Buirette (1872-1919, fils d'E.Buirette)        | Rad.            | Maire de Suippes |
| 1919             | 1940              | Paul Buirette (1878-1951, frère du précédent)       | Rad.            | Industriel filateur Maire de Suippes Nommé conseiller départemental en 1943                                                                  |
|                  |                   |                                                     |                 | |
| 1945             | 1959 (démission)  | Robert Trézain                                      | DVD-RPF puis RS | Ingénieur Maire de Suippes |
| 29 novembre 1959 | 1973              | Pierre Tintier                                      | DVD             | Agriculteur Maire de Suippes |
| 1973             | 1998              | Jacques Machet                                      | CDP puis UDF    | Agriculteur Sénateur (1983-2001) Maire de Jonchery-sur-Suippe                                                                                |
| 1998             | 2015              | Agnès Person                                        | UDF puis UMP    | Institutrice Maire de Saint-Hilaire-le-Grand (2001-2020) Vice-présidente du Conseil général Députée suppléante de Benoist Apparu (2012-2017) |

### Conseillers d'arrondissement (de 1833 à 1940)
Le canton de Suippes avait deux conseillers d'arrondissement.
| Période                                  | Période          | Identité                           | Étiquette   | Qualité |
| ---------------------------------------- | ---------------- | ---------------------------------- | ----------- | --- |
| 1833                                     | 1839             | Jean Baptiste Lorin (1782-1855)    |             | Huissier royal, propriétaire à Suippes                                                                      |
| 1839                                     | 1845             | Jean Baptiste Jullion-Nottret      |             | Propriétaire à Suippes                                                                                      |
|                                          |                  |                                    |             | |
| 1852                                     |                  | E. Jullion                         |             | Propriétaire à Suippes                                                                                      |
|                                          |                  |                                    |             | |
|                                          | 1887 (démission) | M. Cugny                           |             | |
| 1887                                     | 1898             | Allyre Loche                       | Républicain | Cultivateur, négociant en vins à Bouy                                                                       |
| 1892                                     | 1894 (décès)     | Louis Edmond Pavillier (1855-1894) | Républicain | Négociant en tissus à Suippes                                                                               |
| 1895                                     |                  | Jules-Edouard Jacquinet            |             | Maire de Suippes                                                                                            |
|                                          |                  |                                    |             | |
| 1919                                     | 1931             | Émile Fallon                       |             | Entrepreneur, conseiller municipal de Mourmelon-le-Grand                                                    |
| 1919                                     | 1931             | Louis Herbillon                    |             | Cultivateur, maire de La Cheppe                                                                             |
| 1931                                     | 1940             | Émile-Auguste Parizet              | Rad.        | Maire de Mourmelon-le-Grand                                                                                 |
| 1931                                     | 1933 (décès)     | Louis Émile Michelet               | Rad.        | Propriétaire à Suippes                                                                                      |
| 1933                                     | 1940             | Henri Chamontin                    | Radical     | Agriculteur, maire de La Cheppe (1929-1940), résistant, décédé en 1944 au camp de Mauthausen                |
| 1940                                     |                  |                                    |             | Les conseils d'arrondissement ont été suspendus par la loi du 12 octobre 1940 et n'ont jamais été réactivés |
| Les données manquantes sont à compléter. |                  |                                    |             | |

## Composition
Le canton de Suippes regroupait 18 communes et comptait 12 992 habitants (recensement de 1999 sans doubles comptes).
| Communes                  | Population (2012) | Code postal | Code Insee |
| ------------------------- | ----------------- | ----------- | ---------- |
| Billy-le-Grand            | 99                | 51400       | 51061      |
| Bouy                      | 422               | 51400       | 51078      |
| Bussy-le-Château          | 178               | 51600       | 51097      |
| La Cheppe                 | 290               | 51600       | 51147      |
| Cuperly                   | 173               | 51400       | 51203      |
| Dampierre-au-Temple       | 238               | 51400       | 51205      |
| Jonchery-sur-Suippe       | 159               | 51600       | 51307      |
| Livry-Louvercy            | 797               | 51400       | 51326      |
| Mourmelon-le-Grand        | 4 655             | 51400       | 51388      |
| Mourmelon-le-Petit        | 759               | 51400       | 51389      |
| Saint-Hilaire-au-Temple   | 237               | 51400       | 51485      |
| Saint-Hilaire-le-Grand    | 309               | 51600       | 51486      |
| Sainte-Marie-à-Py         | 214               | 51600       | 51501      |
| Somme-Suippe              | 363               | 51600       | 51546      |
| Souain-Perthes-lès-Hurlus | 193               | 51600       | 51553      |
| Suippes                   | 3 497             | 51600       | 51559      |
| Vadenay                   | 202               | 51400       | 51587      |
| Vaudemange                | 207               | 51380       | 51599      |

## Démographie
| 1962  | 1968   | 1975   | 1982   | 1990   | 1999   | 2009 |
| ----- | ------ | ------ | ------ | ------ | ------ | ---- |
| 9 947 | 11 744 | 11 608 | 11 253 | 12 252 | 12 992 | -    |